# Vall de Pop
La vall de Pop, vall de la Marina Alta (País Valencià), tradicionalment i històricament ha estat formada per Benigembla, Murla, i Parcent. El nom d'aquesta vall li ve de la muntanya del Cavall Verd, muntanya que també es coneix com a muntanya de Pop. En el tossal de la muntanya del Cavall Verd, o de Pop, encara podem trobar restes de l'antic castell d'origen islàmic, denominat Castell de Pop.
El curs del riu Xaló-Gorgos uneix geogràficament aquesta vall, pintoresca, i amb els típics conreus mediterranis de secà i regadiu, oberta entre les serres del Penyal i el Carrascal. El riu Gorgos té una superfície de 283,2 km², i uns 50 km de recorregut. Naix a Castell de Castells, amb afluents de Fageca i Famorca, on recull les pluges de Serrella i Alfaro. Ha estat declarat a principis de l'any 2005 lloc d'interés comunitari (LIC), per part de la Unió Europea, a proposta de la Conselleria de Medi Ambient. Aquest riu passa per tots els pobles de la vall de Pop, i desemboca finalment a Xàbia.
La canya és una matèria primera molt abundant al llarg del recorregut del riu Xaló-Gorgos, el llaurador de la zona ha sabut buscar-li moltes utilitats. De les canyes se'n fan canyissos, cistelles, paneres, gàbies, tabaquets de cosir, etc. Els canyissos s'usaven antigament per a fer les encanyissades de les teulades o per a estendre-hi el raïm a fi que el sol l'assecara convertint-lo així en pansa.
Encara que l'origen de la vall és principalment àrab, cal dir que fou poblada majoritàriament per illencs, però també per principatins. La vall de Pop manté hui en dia encara costums i tradicions propis de les Illes Balears. Aquesta vall fou un dels últims reductes de resistència morisca, arran del decret d'expulsió dels moriscos de l'any 1609, defensada pel cabdill musulmà Al-Azraq (al qual pertanyia, també, el castell de Serrella).
Els orígens dels primers poblats de la vall es remunten a la prehistòria, l'evidència més important n'és el santuari rupestre del pla de Petracos, un jaciment neolític d'art rupestre que presenta quatre abrics amb figures macroesquemàtiques de 7.000 anys d'antiguitat i declarat Patrimoni de la Humanitat per la UNESCO. Altres representacions rupestres es troben a l'abric del Seguili i a la cova del Macano; restes prehistòriques a la cova dels Lladres i a la cova de les Meravelles i vestigis d'assentaments ibèrics a Aixa, i al Marge Llarg.
Però si per alguna cosa destaca la vall de Pop és per la seua herència cultural àrab. Tots els pobles que conformen la vall van ser en el seu origen alqueries musulmanes. Després de la conquesta de Jaume I, va començar un període de convivència forçada que culminaria en conversions i en l'expulsió final en el 1609. Una altra peculiaritat cultural és l'herència balear provinent dels colons balears després de l'expulsió, que ha deixat empremta en la llengua i especialment en la tradició d'elaboració d'embotits.
Al llarg de la vall, es pot gaudir d'un important patrimoni etnològic derivat de l'arquitectura agrícola i rural. Destaquen els terrenys dedicats al cultiu de la vinya amb les seues cases amb riurau que té el seu origen en el desenvolupament del comerç de la pansa en el segle XIX; i especialment tot el patrimoni relatiu a les construccions de pedra en sec, derivades del cultiu de l'ametler, la garrofera i l'olivera i conformades per extensos paisatges de muntanya abancalats; forns de calç, pous, molins d'aigua o séquies, ens permeten entendre com s'han aprofitat històricament els recursos naturals de la vall de Pop.

## Turisme a la vall de Pop

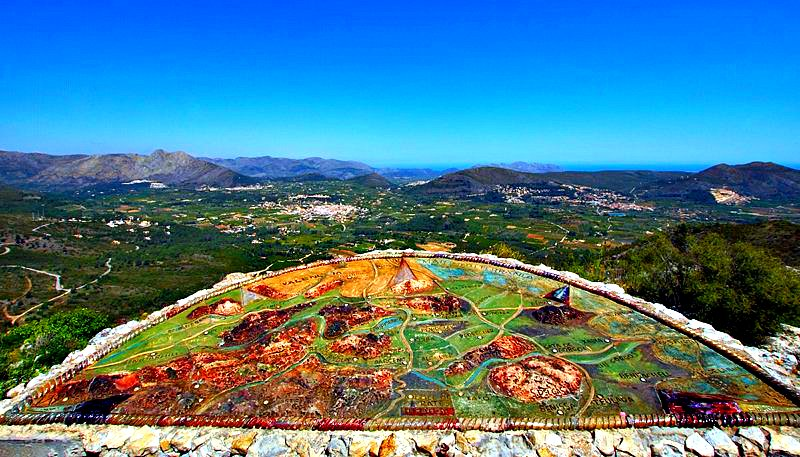
La vall de Pop a la Marina Alta

La vall de Pop és un enclavament ideal per a realitzar turisme actiu: senderisme, cicloturisme, escalada, parapent o caiac, són algunes de les possibilitats per a gaudir de manera responsable dels seus valors ambientals.
Podem trobar quatre LIC de la Red Natura 2000 (Lloc d'Interés Comunitari): el LIC del riu Gorgos, el LIC de la serra de Bérnia i Ferrer, el LIC de la Serra d'Aitana, Serrella i Xortà i el LIC de les valls de la Marina que incorpora el penyal del Cavall Verd.
Una de les rutes més populars és l'ascensió al cim del Cocoll (1.047 m), ruta senyalitzada i que s'inicia des del camí del Corral Nou, a uns 350 metres de Benigembla en direcció a la ctra. que va a Castell de Castells. El camí acaba en un corral i continua una senda que guanya altura pel vessant suau, i progressivament. Passem sobre l'aljub del Frare junt al barranc dels Bous. Unes ziga-zagues ens acosten al corral de Malea, i en passar-lo, a un espai més obert anomenat la Corona. A continuació arribem al Pla d'en Moragues, on es troba la pista d'aterratge de les avionetes dels serveis forestals (Cocoll). Des d'ací, una pista forestal ens porta al cim del Cocoll, ja molt a prop. Les vistes, si l'oratge ho permet, són magnifiques: el Cavall Verd, el Carrascar d'Ebo, Alfaro, el Pla de Petracos, Serrella, Aixortà, Aitana, i el Carrascal de Parcent.
A més d'aquests espais protegits, la vall presenta importants valors paisatgístics i naturals amb enclavaments d'elevada biodiversitat i hàbitats amb espècies destacables. Els seus més de 60 km de senders, per a recórrer a peu o amb bicicleta, són la major opció per a gaudir dels singulars perfils de les serres, símbols de referència del paisatge de la vall de Pop.
En la muntanya del Cavall Verd també podem trobar una colònia de Caralluma Mumbyana hispànica, una espècie protegida segons la Unió Internacional per a la Conservació de la Natura (UICN). Aquesta planta és endèmica del sud-est peninsular, i hui en dia sols n'hi ha tres colònies més al País Valencià.
Una ruta senyalitzada permet veure en un sol dia tots els pobles de la vall, excepte Castell de Castells. Són 21 quilòmetres que recuperen antigues sendes i voregen el riu abans de ser engolit per la terra al terme de Gata i convertir-se en el riu de Gorgos. El paratge per on discorre cercant l'abraçada amb la mar ha estat declarat lloc d'interès comunitari pel seu alt valor ecològic. Una remor de canyes ens acompanya mentre avancem per camps d'ametlers, entre oliveres centenàries i garroferes portentoses. A cada petjada, la caminada ens regala estampes rurals d'una bellesa serena i ordenada i ens acosta al ric i variat patrimoni etnològic que s'ha fossilitzat en el paisatge. En el llegat dels sarraïns l'agricultura sempre fou la principal font de riquesa d'aquesta conca. “Totes les comunitats que ens han precedit tenien clar que, per domesticar el territori i fer-lo productiu, havien de controlar l'aigua”, explica Teo Crespo, arqueòleg i guia de La Naturadora, una de les empreses que organitza itineraris temàtics per la zona. Safaretjos, aljubs, séquies, partidors, braçals, basses, sénies, caves, assuts, pous i molins formen part del nombrós ventall de tècniques i construccions que els sarraïns conceberen o perfeccionaren per aprofitar els recursos hídrics. Encara hui, algunes dones continuen rentant la roba a mà en els llavadors de Murla o Parcent. L'obra d'aquest darrer, molt ben conservada, forma part d'un conjunt integrat per font, aljub i sistema de séquies. Aquest model hidràulic també incorporava sovint caves: galeries subterrànies que conduïen l'aigua cap a pous, basses i aljubs, i que podien fer centenars de metres. Un bon exemple el trobem a la partida de Mosquera, un llogaret morisc dins el terme d'Alcalalí, on descansa, amagat entre tarongers, un magnífic aljub del segle xiii, una autèntica joia, tallada en la roca. Tornem al riu i en el tram que travessa Xaló, les ruïnes del molí de Giner, del segle xiv o XV, ens recorden els temps en què moldre cereals constituïa una important activitat econòmica, que vivia el seu moment àlgid amb les pluges de la tardor. No gaire lluny, dins del nucli urbà, un circuit enllaça els quatre pous comunals que abastien la població fins als anys seixanta del segle passat. Alcem la vista i la presència dels antics pobladors s'intueix entre les terrasses de pedra seca que s'escalonen pels vessants de les serres. Una tosca harmonia es desprén de les fileres dels marges que se sostenen sense cap mena de morter. Una altra mostra extraordinària de l'arquitectura agrícola adaptada a l'entorn. "Tota la muntanya és una gran escultura, treballada pam a pam", apunta Joan Elies Andrés, mestre i autor del llibre Fent camí, rutes al voltant del riu Xaló/Gorgos. "Hi ha abancalaments fins a llocs impossibles, i on no hi havia prou terra, la pujaven a cabassets". Tot per tal d'explotar terrenys amb pendents pronunciats i augmentar de forma extensiva la superfície cultivable.

## Mancomunitat Intermunicipal de la Vall de Pop

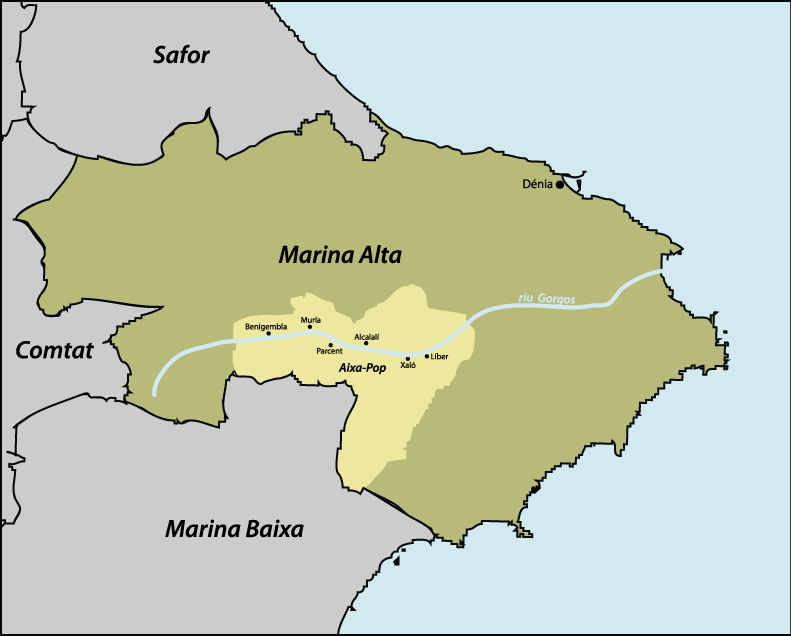
Subcomarca d'Aixa-Pop dins la Marina Alta, travessada pel riu Gorgos

El 1991 es creà la Mancomunitat Intermunicipal de la Vall de Pop, i s'hi afegiren Xaló, Lliber, Parcent, Benigembla, Murla, i Alcalalí. Es crea aquesta mancomunitat amb l'objectiu d'unir esforços per oferir millors serveis als pobles que la integren. Més tard s'hi afegeix també Senija, Castell de Castells i Benissa. Un dels objectius de la mancomunitat és el desenvolupament econòmic i la promoció del turisme rural, respectant sempre el medi ambient. Però aquesta vall en els anys 90 ha estat víctima de la pressió urbanística, i encara ho és. Cada quatre anys s'elegeix un batle dels pobles integrants com a president de la mancomunitat.
La Mancomunitat Intermunicipal de la Vall de Pop és una mancomunitat de municipis de la comarca de la Marina Alta (País Valencià). Aglomera hui vuit municipis i té uns 21.000 habitants, en una extensió de 227,40 km². Actualment (2016) la mancomunitat és presidida per Joan Miquel Garcés Font, de Compromís i alcalde de l'ajuntament de Xaló.
Les seues competències són:
- Gestió de RSU
- Desenvolupament turístic
- Promoció econòmica i desenvolupament local

Els pobles que avui formen part d'aquesta mancomunitat són:
- Alcalalí
- Benigembla
- Benissa
- Xaló
- Llíber
- Murla
- Parcent
- Senija

Aquesta vall cada dia és més popular com a referència de l'altre tipus de turisme alternatiu al de sol i platja, encara que està molt a prop de la platja.